# Akromesomele Dysplasie Typ Maroteaux
Die Akromesomele Dysplasie Typ Maroteaux (AMDM) ist eine Form der sehr seltenen, zu den angeborenen Skelettdysplasien gehörigen akromesomelen Dysplasie.
Synonym: St. Helena Dysplasie
Die Erstbeschreibung und Namensbezeichnung stammt aus dem Jahre 1971 durch den Pariser Kinderarzt und Humangenetiker Pierre Maroteaux (* 1926) und Mitarbeiter. Das beschriebene Krankheitsbild wird heute als Typ Maroteaux bezeichnet.
Auf der Insel St. Helena wurde von I. Shine im Jahre 1970 eine Gruppe Erkrankter beschrieben.

## Verbreitung
Die Häufigkeit wird mit unter 1 zu 1.000.000 angegeben, die Vererbung erfolgt autosomal-rezessiv.

## Ursache
Der Erkrankung liegen zumindest bei schwereren Formen Mutationen im NPR2-Gen auf Chromosom 9 Genort p13.3 zugrunde, das für den natriuretischen Transmembranrezeptor B kodiert und eine Bedeutung für das Skelettwachstums hat.

## Klinische Erscheinungen
Klinische Kriterien sind:
- Disproportionierter Kleinwuchs, besonders kurze Unterarme, Hände, Unterschenkel und Füße
- schon bei Geburt vorhanden, im Verlaufe des Wachstums zunehmend
- Erwachsenengröße zwischen 97 und 130 cm
- prominente Stirn, Nasenwurzel eingesunken
- überstreckbare Gelenke, lockeres Unterhautgewebe
- Wirbelsäulenveränderungen mit Thorakalkyphose, Lendenlordose

## Diagnose
Die Diagnose basiert auf den klinischen und radiologischen Befunden (sehr kurze, schmale Röhrenknochen (Hand/Fuß), Verkürzung und Verkrümmung von Ulna und Radius mit Luxation und zusätzlich Platyspondylie) und der genetischen Untersuchung.